# Pyrovaleron

Strukturformel för de två enantiomererna som ingår i (±)-pyrovaleron.

Pyrovaleron (namn enligt IUPAC-nomenklatur: 1-(4-metylfenyl)-2-(1-pyrrolidinyl)pentan-1-on), summaformel C16H23NO, är ett centralstimulerande medel.
Substansen är narkotikaklassad och ingår i förteckning P IV i 1971 års psykotropkonvention, samt i förteckning II i Sverige.